# Эльменрейх, Альберт
Альберт Эльменрейх (1816—1905) — немецкий актёр, режиссёр, драматург и композитор. Член артистической династии Эльменрейх.

## Биография
Альберт Эльменрейх родился 10 февраля 1816 года в городе Карлсруэ, в семье Иоганна и Фредерики Эльменрейх.
Дочь — актриса Франциска Эльменрейх.
Как театральный актёр дебютировал в 1834 году в Альтенбурге. В 1836—1861 гг. играл в театре Иммермана в Дюссельдорфе.

## Творчество

### Оперы и пьесы
Альбертом Эльменрейхом были написаны оперы:
- «Гундель, или Оба императора» (1849)
- «Кузнец из Гретны» (1856)
- «Воскресший» (1858)

Альбертом Эльменрейхом были написаны комедийные пьесы:
- «Куропатка, или Я женюсь на моей жене» (1853)
- «Счастливый любовник» (1869)